# Eurytemora velox
Eurytemora velox är en kräftdjursart som först beskrevs av Wilhelm Lilljeborg 1853.  Eurytemora velox ingår i släktet Eurytemora och familjen Temoridae. Arten är reproducerande i Sverige. Inga underarter finns listade i Catalogue of Life.